# جورج أوكونور
جورج أوكونور (بالإنجليزية: George O'Connor)‏ هو لاعب كرة القدم الغالية أيرلندي، ولد في 1959.